# REG3A
REG3A (англ. Regenerating family member 3 alpha) – білок, який кодується однойменним геном, розташованим у людей на короткому плечі 2-ї хромосоми. Довжина поліпептидного ланцюга білка становить 175 амінокислот, а молекулярна маса — 19 395.
| 10         |  | 20         |  | 30         |  | 40         |  | 50         |
| ---------- |  | ---------- |  | ---------- |  | ---------- |  | ---------- |
| MLPPMALPSV |  | SWMLLSCLML |  | LSQVQGEEPQ |  | RELPSARIRC |  | PKGSKAYGSH |
| CYALFLSPKS |  | WTDADLACQK |  | RPSGNLVSVL |  | SGAEGSFVSS |  | LVKSIGNSYS |
| YVWIGLHDPT |  | QGTEPNGEGW |  | EWSSSDVMNY |  | FAWERNPSTI |  | SSPGHCASLS |
| RSTAFLRWKD |  | YNCNVRLPYV |  | CKFTD      |  |            |  |            |

A: Аланін

C: Цистеїн

D: Аспарагінова кислота

E: Глутамінова кислота

F: Фенілаланін

G: Гліцин

H: Гістидин

I: Ізолейцин

K: Лізин

L: Лейцин

M: Метіонін

N: Аспарагін

P: Пролін

Q: Глутамін

R: Аргінін

S: Серин

T: Треонін

V: Валін

W: Триптофан

Кодований геном білок за функцією належить до антимікробних білків. 
Задіяний у таких біологічних процесах як запальна відповідь, гостра фаза запалення. 
Білок має сайт для зв'язування з лектинами. 
Секретований назовні.